# Штайнхайм-ан-дер-Мурр
Штайнхайм-ан-дер-Мурр (нем. Steinheim an der Murr) — город в Германии, в земле Баден-Вюртемберг.
Подчинён административному округу Штутгарт. Входит в состав района Людвигсбург. Население составляет 12 039 человек (на 31 декабря 2010 года). Занимает площадь 23,19 км². Официальный код — 08 1 18 070.
Близ Штайнхайма обнаружен череп штайнхаймского человека возрастом около 300 тыс. лет.